# Heinz Schultze (SS-Mitglied)
Heinz Schultze (* 17. November 1911 in Buchfart, Kreis Weimar, Thüringen; † 18. September 1941) war ein deutscher nationalsozialistischer Funktionär.

## Leben
Als Bauernsohn geboren, wurde Schultze 1930 Mitglied des NS-Schülerbundes. 1932 trat er der NSDAP (Mitgliedsnummer 1.287.808) bei, ebenso der SS (Mitgliedsnummer 52.831). Als Student der Sport- und Naturwissenschaften in Marburg (Lahn) engagierte er sich seit 1935 führend in der örtlichen Studentenschaft und wurde kommissarischer Hochschulgruppenführer des Nationalsozialistischen Deutschen Studentenbundes. Seit 1935 war er zudem stellvertretender, ab 1938 leitender Gaustudentenführer für Kurhessen. Nachdem Schultze im Jahr 1939 bei Erich Jaensch promoviert wurde, lehrte er bis 1941 an der SS-Junkerschule in Braunschweig. Bereits 1939 zum SS-Hauptsturmführer befördert, wurde er im Mai 1941 zum Infanterieregiment 9 der Waffen-SS versetzt und war mit diesem am deutschen Überfall auf die Sowjetunion beteiligt. Im Rahmen der Kriegshandlungen wurde er am 18. September 1941 getötet.